# Brembacher Weinberge
Das Naturschutzgebiet Brembacher Weinberge liegt im Landkreis Sömmerda in Thüringen. Es erstreckt sich nordwestlich, nördlich und nordöstlich von Kleinbrembach, einem Ortsteil der Landgemeinde Buttstädt. Südlich des Gebietes verläuft die Landesstraße L 1058, nordwestlich erstreckt sich der Speicher Orlishausen.

## Bedeutung
Das 122,6 ha große Gebiet mit der NSG-Nr. 071 wurde im Jahr 2004 unter Naturschutz gestellt. 